# Janice C. Eberly

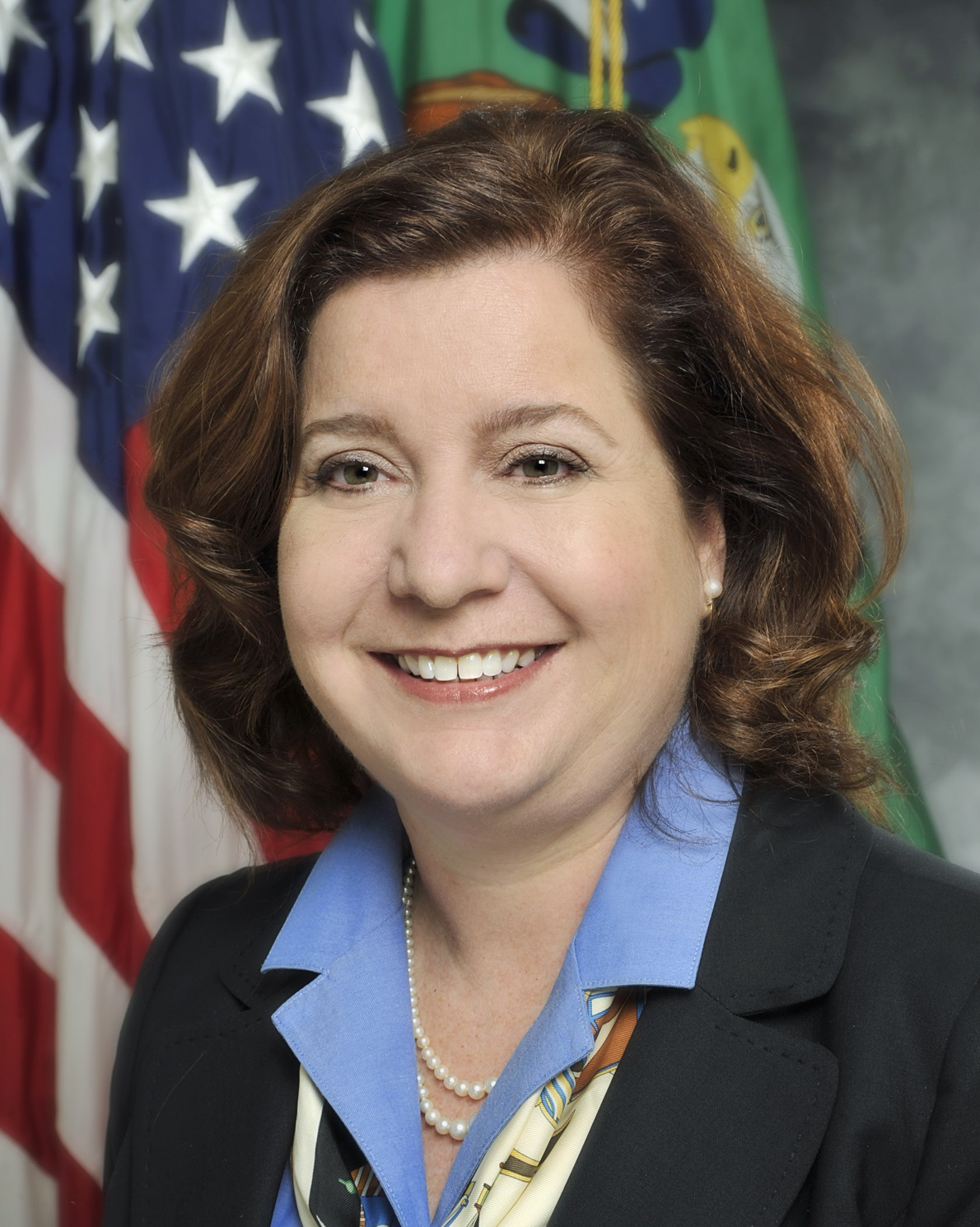
Janice C. Eberly

Janice Caryl Eberly (* 1962) ist eine US-amerikanische Wirtschaftswissenschaftlerin und Professorin an der Northwestern University in Illinois. Schwerpunkte ihrer Tätigkeit sind die Kapitalstruktur von Unternehmen, Makroökonomie, Geldpolitik und bestimmte Optionen (Real Options).

## Leben
Eberly schloss 1986 ihr Studium an der University of California, Davis mit einem Bachelor ab. 1991 erwarb sie am Massachusetts Institute of Technology mit der Arbeit Durable Goods and Transactions Costs: Theory and Evidence einen Ph.D. Eine erste Juniorprofessur („Assistant Professor“ 1991, „Associate Professor“ 1997) für Finanzen erhielt sie an der University of Pennsylvania in Philadelphia. Zwischenzeitlich (1995/1996) hatte sie eine Gastprofessur an der Harvard University in Cambridge, Massachusetts. Seit 1998 lehrt sie an der Northwestern University in Illinois, zunächst als „Associate Professor“, seit 2002 mit eigenem Lehrstuhl. Von 2011 bis 2013 war sie Assistant Secretary of the Treasury for Economic Policy im Finanzministerium der Vereinigten Staaten. 2013 wurde sie zum Mitglied der American Academy of Arts and Sciences gewählt. Von 1995 bis 1997 war sie Sloan Research Fellow.
Eberly ist verheiratet und hat zwei Kinder.

## Auszeichnungen
Unter Eberlys Auszeichnungen finden sich:
- Chairs’ Core Teaching Award, 1999, 2001 und 2006
- Outstanding Professor Award from the Executive Master’s Program, 2002, 2008, 2009, 2010